# Ubrzeż
Ubrzeż – wieś w Polsce położona w województwie małopolskim, w powiecie bocheńskim, w gminie Łapanów. Znajduje się na Pogórzu Wiśnickim przy ujściu Trzciańskiego Potoku do Stradomki. Przez Ubrzez biegnie droga wojewódzka nr 966.
| SIMC    | Nazwa   | Rodzaj    |
| ------- | ------- | --------- |
| 0823782 | Dębina  | część wsi |
| 1000485 | Pułanki | część wsi |
| 1000491 | Rogatka | część wsi |
| 0823799 | Tabaki  | część wsi |

W latach 1975–1998 miejscowość administracyjnie należała do województwa tarnowskiego.

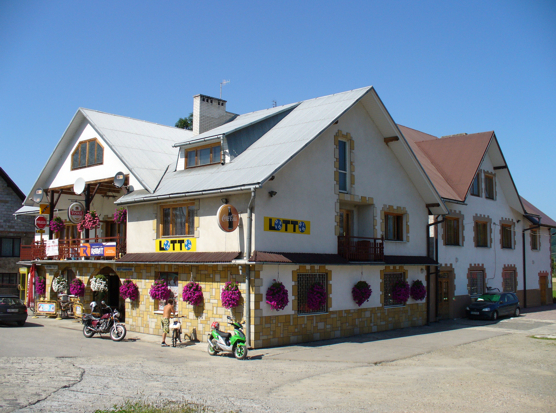
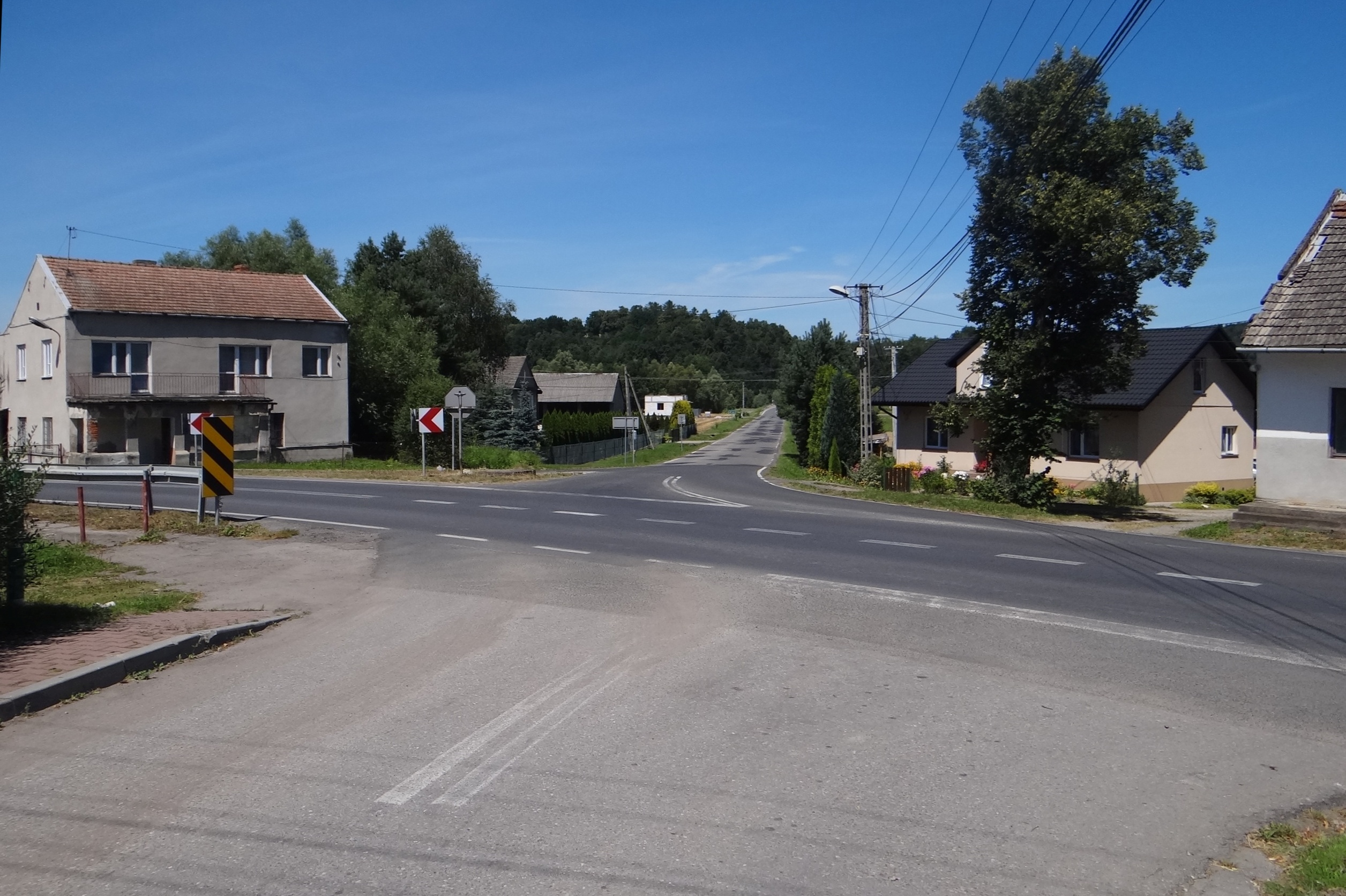
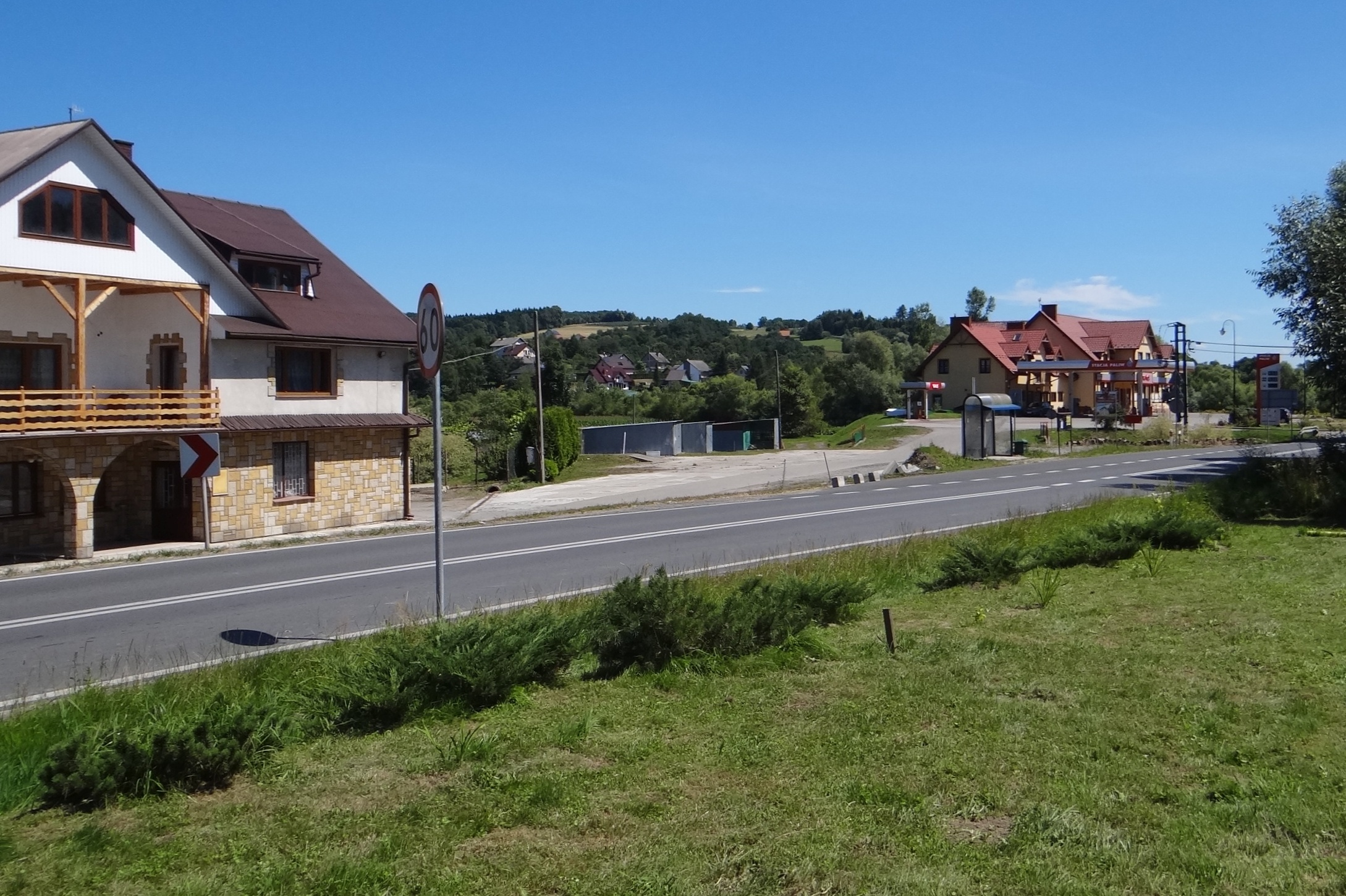